# Ашано
Ашано или Ашиано (итал. Asciano) — город в Италии, расположен в регионе Тоскана, подчинён административному центру Сиена (провинция).
Население города составляет 6845 человек (на 2004 г.), плотность населения — 30 чел./км². Занимает площадь 215 км². Почтовый индекс — 53041. Телефонный код — 00577.
Покровителем города считается святая Агафья. Праздник города ежегодно празднуется 5 февраля.
В 10 км от города в местности Крете-Сенези расположена главная достопримечательность — основанный в 1313 году Монте-Оливето-Маджоре (итал. Monte Oliveto Maggiore), первый и самый главный монастырь католического ордена оливетов. Монастырь знаменит фресками Луки Синьорелли и Содомы на темы из жизни святого Бенедикта. П. П. Муратов писал, что изображения монастыря можно отнести к «одному из грандиознейших фресковых циклов Италии».